# Otto Mantler
Otto Mantler (* 19. November 1880 in München; † 13. Mai 1957 in Bamberg) war ein deutscher Verwaltungsjurist und Bezirksoberamtmann.

## Leben
Nach dem Abitur am Maximiliansgymnasium München leistete Otto Mantler seinen Militärdienst als Einjährig-Freiwilliger und studierte Rechtswissenschaften an der Ludwig-Maximilians-Universität München. Nach der ersten juristischen Staatsprüfung folgte der dreijährige Vorbereitungsdienst (Referendariat). Das Große juristische Staatsexamen legte er 1907 (vordatiert 1906) mit der Note II/8/40 ab. Im Juni 1911 wurde er Assessor beim Bezirksamt Gunzenhausen. Für kurze Zeit musste er Kriegsdienst leisten, wurde wegen gesundheitlicher Probleme (Herzstörungen) zurückgestellt. Nach dem Krieg wurde Mantler Regierungsrat bei der Regierung von Schwaben. Er wechselte in die Kommunalverwaltung und wurde als Bezirksoberamtmann am 1. Oktober 1927 Leiter des Bezirksamtes Straubing. Dieses Amt hatte er bis zu seinem Wechsel als Bezirksamtsvorstand in Traunstein zum 31. März 1933 inne. Am 1. August 1935 zum Oberregierungsrat ernannt, kam er am 18. März 1936 zur Regierung von Ober- und Mittelfranken. Diese Regionen hatten von 1933 bis 1948 eine gemeinsame Regierung. Mantler blieb bis zu seiner Pensionierung zum 13. Mai 1948 in seinem Amt. 